# Jan Daems
Jan Willem Daems (Molenbeek-Wersbeek, 21 december 1912 - Hasselt, 27 november 1988) was een Belgisch volksvertegenwoordiger.

## Levensloop
Daems was apotheker van beroep. Hij werd politiek actief in Diest waar hij gemeenteraadslid en schepen werd.
Hij werd ook tweemaal namens de PVV lid van de Kamer van volksvertegenwoordigers voor het arrondissement Leuven: in 1974-1977 en in 1981-1985. In de periode april 1974-april 1977 zetelde hij als gevolg van het toen bestaande dubbelmandaat ook in de Cultuurraad voor de Nederlandse Cultuurgemeenschap, die op 7 december 1971 werd geïnstalleerd. Van december 1981 tot oktober 1985 was hij lid van de Vlaamse Raad, de opvolger van de Cultuurraad en de voorloper van het Vlaams Parlement.